# Ćovdin
Ćovdin (cyr. Ћовдин) – wieś w Serbii, w okręgu braniczewskim, w gminie Petrovac na Mlavi. W 2011 roku liczyła 1074 mieszkańców.